# Ronald Cove-Smith
Pour les articles homonymes, voir Ronald Smith (homonymie), Cove et Smith.
Ronald Cove-Smith, également connu comme Ron Smith, né le 26 novembre 1899 à Edmonton et mort le 9 mars 1988 à Brighton, est un joueur anglais de rugby à XV, ayant connu 29 capes en sélection nationale. Il évoluait au poste de deuxième ligne.

## Palmarès
- 29 sélections en équipe d'Angleterre, de 1921 à 1929
- 7 capitanats successifs, de 1928 à 1929
- Grand Chelem en 1921, 1923, 1924 et 1928 (Voir Records du tournoi des six nations)
- Capitaine des Lions en tournée en Afrique du Sud en 1924